# Senara
Das Senara ist eine Sprache aus einem Cluster von Sprachen, die Senari genannt werden.
Es zählt zur Sprachgruppe der Senufo-Sprachen und wird in der Elfenbeinküste gesprochen. 
Die meisten Sprecher beherrschen auch das Französische, welches zurzeit die einzige zugelassene Unterrichtssprache des Landes ist.